# معتمدية رجيم معتوق
رجيم معتوق معتمدية تونسية تابعة لولاية قبلي.